# Reginald Walter Macan
Reginald Walter Macan (Dublín, 1848 - 1941) va ser un erudit clàssic. Va ser fellow (1884–1906) i, a partir del març de 1906, master de la University College, Oxford.
Macan tenia fama d'heretge al començament de la seva carrera. Igual que el seu predecessor com a master, J. Frank Bright, va ser sobrenomenat l'"Assaltador" pels estudiants.
Macan va aplicar els descobriments arqueològics a l'estudi de la història antiga. Va produir un conjunt important de llibres sobre Heròdot. També va escriure A History of Persia.
El 1913, Reginald Macan va visitar Nova York i va parlar al Sphinx Club sobre els Rhodes Scholars de la Universitat d'Oxford.
El 1881, Macan es va casar amb Mildred Healey; van tenir tres filles, una de les quals Agatha Perrin es va casar amb Eric Forbes Adam. Va viure a Boars Hill al sud d'Oxford.
Maurice Greiffenhagen va pintar un retrat formal de Macan amb vestit acadèmic, actualment es troba a la University College d'Oxford.